# Brinckochrysa naumanni
Brinckochrysa naumanni är en insektsart som beskrevs av Hölzel 1982. Brinckochrysa naumanni ingår i släktet Brinckochrysa och familjen guldögonsländor. Inga underarter finns listade i Catalogue of Life.